# Овчинников, Александр Михайлович (сотрудник МВД)
Алекса́ндр Миха́йлович Овчи́нников (1898 — 1983) — сотрудник советских органов охраны правопорядка, начальник уголовного розыска Главного управления МВД СССР, комиссар милиции 2-го ранга.

## Биография
Родился[уточнить].1 июля 1898 года.
В 1942 году был начальником рабоче-крестьянской милиции в городе Челябинске.
Скончался[уточнить].октябре 1983 года.

## Звания
По дате присвоения:
- 24.06.1942 — капитан милиции[2]
- 24.06.1942 — майор милиции[2]
- 02.07.1942 — капитан милиции[3]
- 04.03.1943 — комиссар милиции 3 ранга[4]
- 26.07.1954 — комиссар милиции 2 ранга

## Награды
- два ордена Ленина,
- три ордена Красного Знамени,
- два ордена Красной Звезды,
- медали.[уточнить]